# تيد شون
تيد شون (بالإنجليزية: Ted Shawn)‏ هو راقص باليه أمريكي، ولد في 21 أكتوبر 1891 في كانساس سيتي في الولايات المتحدة، وتوفي في 9 يناير 1972 في يوستيس في الولايات المتحدة.

## وصلات خارجية
- تيد شون على موقع IMDb (الإنجليزية)
- تيد شون على موقع الموسوعة البريطانية (الإنجليزية)
- تيد شون على موقع قاعدة بيانات برودواي على الإنترنت (الإنجليزية)